# Гулиев, Тахир Магеррам оглу
Тахир Магеррам оглу Гулиев (род. 14 марта 1947, Агуди, Сисианский район) — азербайджанский политик. Глава Исполнительной власти Насиминского района города Баку (1993—2005), глава Исполнительной власти Хызынского района (2005—2007), член партии «Ени Азербайджан» (1993), кавалер ордена «Шохрат» (Азербайджан).

## Биография
Тахир Магеррам оглу Гулиев родился 14 марта 1947 года в селе Агуди Гаракилсахского района (Сисианского района) Зангезурского района Западного Азербайджана в интеллигентной семье. Окончив среднюю школу в 1963 году, он приехал в Баку, чтобы продолжить образование. В 1964 году поступил на факультет гражданского и промышленного строительства Бакинского вечернего нефтяного техникума и в 1967 году окончил его по той же специальности. В 1968 году поступил на заочное отделение факультета русского языка и литературы и азербайджанского языка и литературы Института иностранных языков (ныне Бакинский славянский университет) и окончил его по той же специальности в 1974 году.
Трудовую деятельность начал рабочим на деревообрабатывающем заводе, расположенном в Бинагадинском районе города Баку, с 1963 по 1967 год, пройдя путь от мастера до старшего мастера. С 1967 по 1969 год работал техником в жилищно-коммунальном управлении № 4 Исполнительной власти Сабаильского района нынешнего города Баку. С 1969 по 1970 год работал инженером жилищно-коммунального управления № 37 Исполнительного комитета Наримановского районного Совета народных депутатов города Баку. С 1970 по 1978 год работал на различных должностях в Исполнительном комитете Бакинского городского Совета (ныне Исполнительная власть города Баку). С 1978 по 1982 год работал заведующим отделом коммунального хозяйства Исполнительного комитета Насиминского районного Совета народных депутатов города Баку.
Является главным советником государственной службы. Проработал на государственной службе 54 года. В настоящее[какое?] время на пенсии.
Был активным участником формирования Насиминского районного батальона в период армейского строительства, начатого общенациональным лидером Гейдаром Алиевым в 1993—1994 годах. Много раз бывал в зонах военных действий. Ветеран 1-й Карабахской войны. Активный участник политического курса общенационального лидера азербайджанского народа Гейдара Алиева, который был решающей фигурой в судьбоносных событиях исторического значения для страны в период восстановления независимости Азербайджана, проявил решимость и настойчивость в борьбе за территориальную целостность и суверенитет нашей республики.
Женат, имеет четверых детей.

## Политическая деятельность
Избирался депутатом Насиминского районного Совета народных депутатов 5 созывов (1978—1991).
С 1969 по 1970 год работал инженером жилищно-коммунального управления № 37 Исполнительного комитета Наримановского районного Совета народных депутатов города Баку. С 1970 по 1978 год занимал различные должности в Исполнительном комитете Бакинского городского Совета. С 1978 по 1982 год работал заведующим отделом коммунального хозяйства Исполнительного комитета Насиминского районного Совета народных депутатов города Баку. С 1982 по 1983 год работал заведующим организационным отделом Исполнительного комитета Насиминского районного Совета народных депутатов города Баку. С 1983 по 1991 год занимал должность заместителя председателя Исполнительного комитета Насиминского районного Совета народных депутатов города Баку.
С 4 апреля 1991 года по 1 апреля 1993 года вновь работал заведующим организационным отделом Исполнительного комитета Насиминского районного Совета народных депутатов города Баку и инженером Жилищного управления. С 1 апреля 1993 года по 29 июня 1993 года работал помощником председателя Бакинского городского Совета, заведующим организационным отделом.
С 29 июня 1993 года по 10 ноября 1993 года временно исполнял обязанности главы Исполнительной власти Насиминского района города Баку.
Указом Президента Азербайджанской Республики № 21 от 10 ноября 1993 года назначен на должность главы Исполнительной власти Насиминского района города Баку.
Указом Президента Азербайджанской Республики от 26 декабря 2005 года назначен на должность главы. Исполнительной власти Хызынского района.
С 2007 по 2018 год — сотрудник Кабинета Министров Азербайджанской Республики.
Член Собрания Совета старейшин Азербайджанской Республики.
Член Совета старейшин Общественного союза старейшин Турции (TAIP).
Член Совета старейшин общины Западного Азербайджана.
Член Совета ветеранов партии «Ени Азербайджан».

## Партийная деятельность
С 1993 года является членом партии «Новый Азербайджан». Принимал активное участие в создании и становлении партии «Ени Азербайджан». Он является одним из активных основателей Насиминской районной организации партии «Ени Азербайджан». Является членом политсовета Насиминской районной организации партии «Ени Азербайджан». Он является членом Совета ветеранов партии «Ени Азербайджан».

## Награды
Распоряжением Президента Азербайджанской Республики № 2045 14 марта 2007 года Тахир Магеррам оглу Гулиев за плодотворную деятельность на государственной службе Азербайджанской Республики награждён орденом «Шохрат» (Азербайджан) и удостоен ряда других наград.